# Edmilson Araújo
Edmilson Andrade Araújo, más conocido como Edmilson Araújo, (Lisboa, 6 de enero de 1994) es un jugador de balonmano caboverdiano, nacido en Portugal, que juega de lateral izquierdo en el Istres Provence Handball. Es internacional con la selección de balonmano de Cabo Verde.
Con la selección de Cabo Verde disputó el Campeonato Mundial de Balonmano Masculino de 2021, el primero para su selección.

## Palmarés internacional
| Campeonato Africano | Campeonato Africano | Campeonato Africano | Campeonato Africano |
| Año                 | Lugar               | Medalla             |                     |
| ------------------- | ------------------- | ------------------- | ------------------- |
| 2022                | Egipto              | Medalla de plata    |                     |

## Palmarés en clubes

### Sporting de Lisboa
- Andebol 1 (3): 2017, 2018, 2024
- Copa de Portugal de balonmano (6): 2012, 2013, 2014, 2022, 2023, 2024
- Supercopa de Portugal de balonmano (1): 2014
- Copa Europea de la EHF (1): 2017

## Clubes
| Club                         | País     | Año         |
| ---------------------------- | -------- | ----------- |
| Sporting de Lisboa           | Portugal | 2012 - 2024 |
| CS Minaur Baia Mare (cedido) | Rumania  | 2020 - 2021 |
| Istres Provence Handball     | Francia  | 2024 - Act. |